# Schlehdorf
Schlehdorf – miejscowość i gmina w Niemczech, w kraju związkowym Bawaria, w rejencji Górna Bawaria, w regionie Oberland, w powiecie Bad Tölz-Wolfratshausen, wchodzi w skład wspólnoty administracyjnej Kochel am See. Leży około 22 km na południowy zachód od Bad Tölz, nad jeziorem Kochel.

## Polityka
Wójtem gminy jest Stefan Jocher, rada gminy składa się z 12 osób.

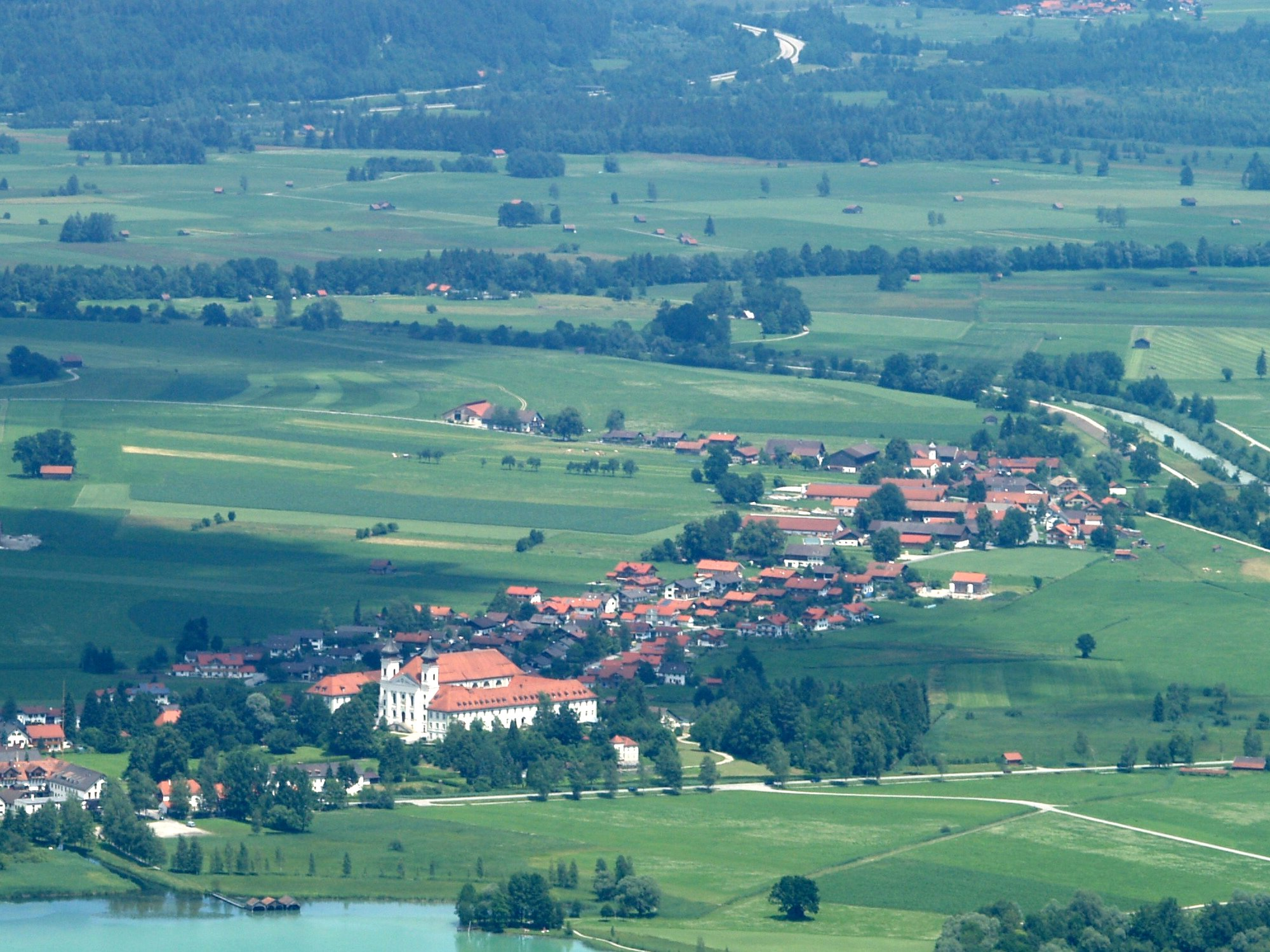
Widok z lotu ptaka na Schlehdorf

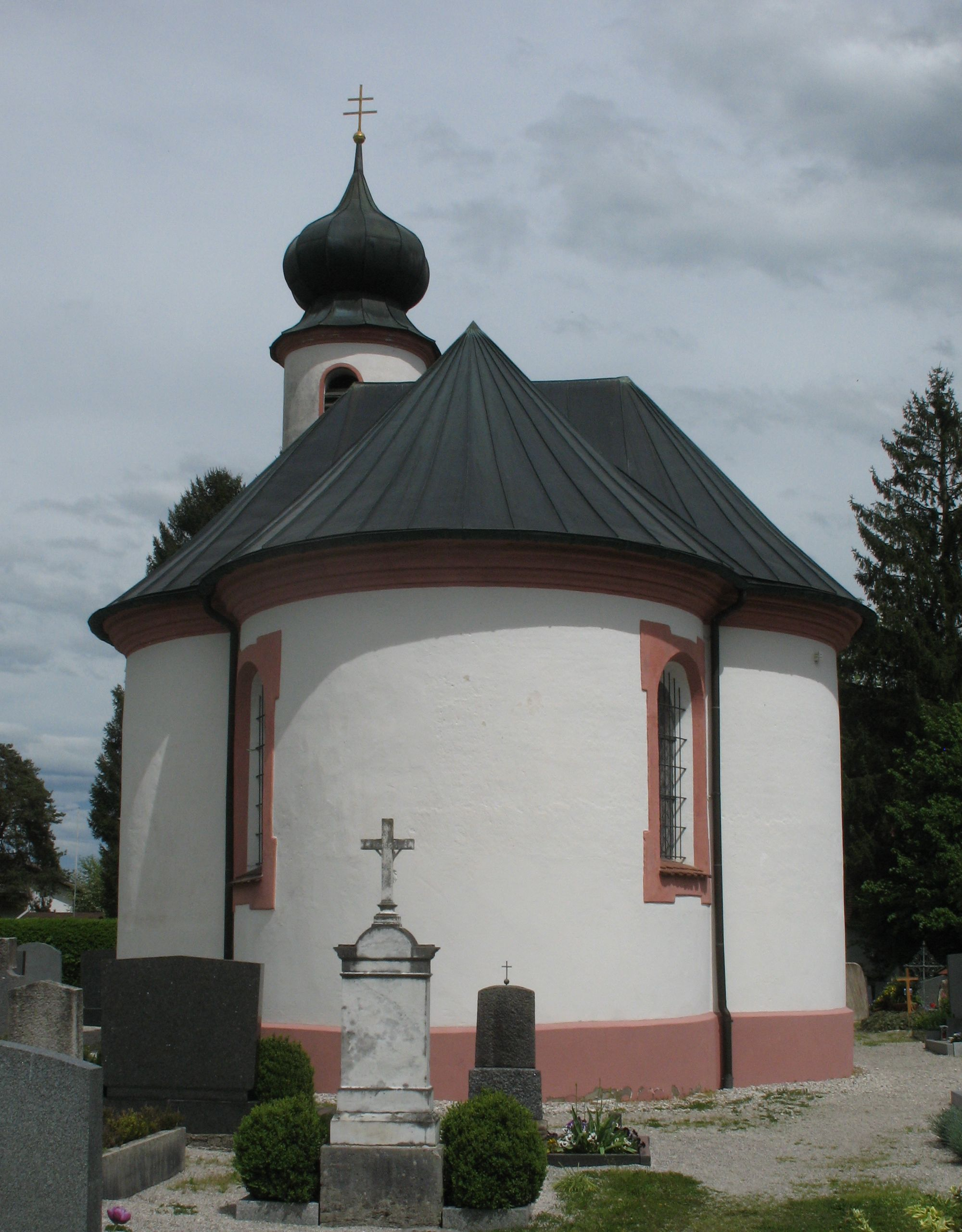
Kaplica

|      | WG Loisach | FW Schlehdorf-Unterau | Razem |
| 2008 | 6          | 6                     | 12    |
| 2002 | 7          | 5                     | 12    |